# Арболеас
Арболеас (на испански: Arboleas) е населено място и община в Испания. Намира се в провинция Алмерия, в състава на автономната област Андалусия. Общината влиза в състава на района (комарка) Вале дел Алмансора. Заема площ от 65 km². Населението му е 4527 души (по данни от 2009 г.). Разстоянието до административния център на провинцията е 120 km.

## Демография
| 1996 | 1998 | 1999 | 2000 | 2001 | 2002 | 2003 | 2004 | 2005 | 2006 | 2007 | 2008 |
| ---- | ---- | ---- | ---- | ---- | ---- | ---- | ---- | ---- | ---- | ---- | ---- |
| 1550 | 1540 | 1540 | 1540 | 1615 | 1782 | 2000 | 2310 | 2819 | 3402 | 3904 | 4301 |